# Bibliotecas Europeas de Teología

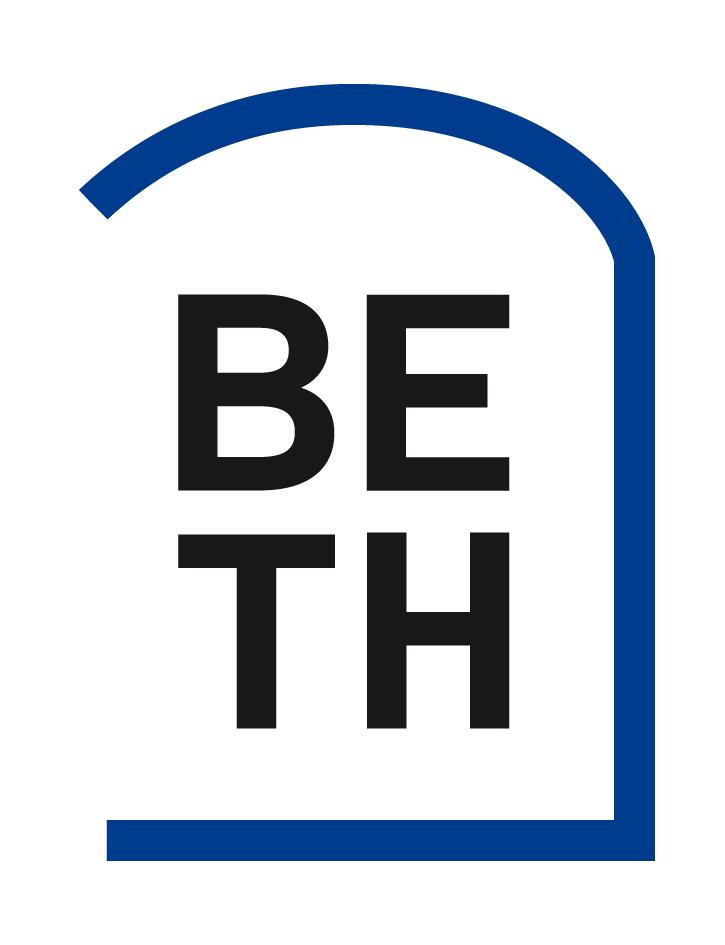
Imagen BETH

Bibliotecas Europeas de Teología (BETH) es una asociación ecuménica fundada en 1961, cuya sede se encuentra en Nimega (Países Bajos), y que tiene por objeto contribuir al desarrollo de las bibliotecas  especializadas en teología de Europa promoviendo la cooperación entre sus miembros.

## Historia
Desde 1957, con ocasión del décimo aniversario del Grupo de estudio de Bibliotecas Católicas Teológicas (AKThB), se reúnen en Fráncfort algunos bibliotecarios que lanzan las bases de una asociación que perfilará lo que será BETH. 
Estos bibliotecarios, el Padre Luchesius Smits (VKSB, Vereniging voor Seminarie- en Kloosterbibliothecarissen, Países Bajos), el Padre Francis Courtney (ABTAPL, Reino Unido) y el Padre Paul Mech (Asociación de bibliotecas de ciencias religiosas, Francia), con el espíritu de reconstrucción y de reconciliación que caracteriza la posguerra, se preocuparon por contribuir al desarrollo de la fe cristiana favoreciendo los intercambios entre las bibliotecas teológicas. Les parece indispensable mejorar la cualificación profesional, trabajar las bibliografías internacionales y favorecer la ayuda mutua con el fin de alcanzar plenamente su misión. En relación con el tema se podría recordar la frase de Johan van Wyngaerden que se refiere a los fundadores de la VSKB en los Países Bajos : «Ellos consideran como misión apostólica no solamente el encargarse de la conservación de las colecciones preciosas de libros de los seminarios y de los conventos, también ponerlo a disposición de un amplio  número de personas».
El 18 de octubre de 1961, en Fráncfort, se fue fundado el Consejo internacional de las asociaciones de las bibliotecas de Teología (International Council of Theological Library Associations) que al comienzo reúne las bibliotecas de Alemania, de Francia y de los Países Bajos. En 1970, el Comité se convierte en el Consejo internacional de las asociaciones de las bibliotecas de Teología aglutinando varias asociaciones nacionales y haciéndose miembro de la IFLA (1971-1986). Desde 1961 a 1999, varias publicaciones en colaboración atestiguan el esfuerzo realizado : los "Scripta recenter edita", bibliografía de obras filosóficas y teológicas, fueron publicadas entre 1959 y 1973, y la "Bibliographia ad usum seminarorium" selecciona los instrumentos necesarios para los estudios teológicos (liturgia, misiología, ecumenismo) de 1959 a 1965.
En 1999, deseando subrayar la naturaleza específicamente europea de sus actividades, el Consejo se convierte en la asociación BETH : "Bibliotecas Europeas de Teología / Bibliothèques Européennes de Théologie / European Theological Libraries / Europäische Bibliotheken für Theologie", que se dotó de un sitio, albergado por la Universidad Católica de Lovaina.
En 2010, BETH reúne 12 asociaciones nacionales miembros y 13 miembros extraordinarios, el nombre de algunas figura por ejemplo en la Biblioteca Nacional de Francia (servicio de Filosofía Religión), la Biblioteca Nacional y Universidad de Estrasburgo o la Biblioteca del Consejo Ecuménico de las Iglesias en Ginebra.
BETH, apoyándose en las organizaciones nacionales y en la excepcional riqueza patrimonial de las bibliotecas implicadas, organiza todos los años una conferencia. Las lenguas oficiales son el francés y el inglés. Las comunicaciones se realizan principalmente en inglés. BETH ayuda a sus miembros a agruparse para conseguir el acceso a las bases de datos y difunde todos los años las informaciones relativas a las exposiciones, los coloquios  y los trabajos de digitalización en curso.

## Sentido simbólico
En hebreo, beth ב es la segunda letra del albabeto y la primera letra con la que comienza el texto bíblico con la palabra "Bereschit" («Al comienzo»). La letra beth tiene el significado de «casa, edificio, construcción».
En 2008, un grafista húngaro realizó el logo de la asociación que expresa la tradición del estudio y de la lectio divina representada por el  atril, y la modernidad del profesional de bibliotecario por las teclas del teclado en las cuales reposan las cuatro letras.

## Lista de las asociaciones miembros
Esta lista es actualizada periódicamente por un bot usando los contenidos de Wikidata, por lo que cualquier cambio manual se perderá.
| Elemento de Wikidata | Etiqueta                                                     | Ubicación                  | País                       | Fundación  | Imagen |
| -------------------- | ------------------------------------------------------------ | -------------------------- | -------------------------- | ---------- | ------ |
| Q124136767           | Croatian Association of Theological and Church Libraries     |                            | Croacia                    | 2023       |        |
| Q87098871            | Asociación de Bibliotecarios de la Iglesia en España         |                            | España                     | 1993       |        |
| Q94404658            | World Council of Churches Archives                           |                            | Suiza                      | 1946       |        |
| Q1274070             | Pontificio Colegio Norteamericano                            | Roma Capitale              | Italia Ciudad del Vaticano | 1859       |        |
| Q1363860             | Archbishop's Diocesan and Cathedral Library                  | Colonia                    | Alemania                   |            |        |
| Q1470431             | Instituto Católico de París                                  |                            | Francia                    | 1875       |        |
| Q1576740             | Verband Kirchlich-Wissenschaftlicher Bibliotheken            |                            | Alemania                   | 1936       |        |
| Q12056498            | Strahov Library                                              | Praga                      | República Checa            |            |        |
| Q2496347             | University Library of Tübingen                               | Tubinga                    | Alemania                   |            |        |
| Q4288182             | IBTS                                                         |                            | Países Bajos               | 1949       |        |
| Q627522              | Arbeitsgemeinschaft Katholisch-Theologischer Bibliotheken    |                            | Alemania                   | 1947-08-11 |        |
| Q630461              | Bibliothèque nationale et universitaire                      | Estrasburgo                | Francia                    | 1872-06-19 |        |
| Q65217448            | Institutul Teologic Penticostal                              |                            |                            |            |        |
| Q9258320             | Federación de Bibliotecas de la Iglesia Polaca               |                            | Polonia                    | 1991       |        |
| Q50413670            | Ukrainian Catholic University Library                        | Leópolis                   | Ucrania                    |            |        |
| Q53336693            | Maurits Sabbebibliotheek Faculteit Godgeleerdheid K.U.Leuven | Lovaina                    | Bélgica                    |            |        |
| Q55831057            | Asociación de bibliotecarios eclesiásticos italianos         |                            | Italia                     | 1978       |        |
| Q59263875            | Bibliothèque de théologie                                    | Ottignies-Louvain-la-Neuve | Bélgica                    |            |        |
| Q101069289           | Bibliothèque de la Société de Port-Royal                     |                            | Francia                    | 1839       |        |
| Q101405391           | Asociación de Bibliotecas Cristianas de Francia              |                            | Francia                    | 1957-09    |        |
| Q102225796           | Expertisehouders Levensbeschouwelijke Collecties             |                            | Bélgica                    | 1965-03    |        |
| Q102225839           | Asociación Finlandesa de Bibliotecas Teológicas              |                            | Finlandia                  | 2017-06    |        |
| Q102226707           | Asociación de Bibliotecas Teológicas                         |                            | Países Bajos               | 1947-10-02 |        |
| Q102226690           | Unión de Bibliotecas Eclesiásticas                           |                            | Hungría                    | 1995       |        |
| Q102226723           | Foro de Bibliotecas Teológicas y Religiosas                  |                            | Noruega                    | 1972       |        |
| Q102226824           | Asociación de Bibliotecarios Religiosos de Suiza             |                            | Suiza                      | 2016       |        |
| Q102226809           | Red de Bibliotecas Teológicas de Suecia                      |                            | Suecia                     |            |        |
| Q102226869           | Asociación Británica de Bibliotecas Teológicas y Filosóficas |                            | Reino Unido Irlanda        | 1956       |        |
| Q72283418            | Unión Romana de Bibliotecas Eclesiásticas                    | Roma                       | Italia                     | 1991       |        |
| Q8622                | Bibliothèque municipale de Lyon                              | Lyon                       | Francia                    | 1520       |        |